# Quần đảo Tân Siberia
Quần đảo Tân Siberi (tiếng Nga: Новосиби́рские острова, Novosibirskiye Ostrova) là một quần đảo ở miền viễn Bắc của Nga, ở phía bắc của bờ biển Đông Siberia giữa biển Laptev và biển Đông Siberi, bắc Cộng hòa Sakha (Yakutia).

## Liên kết
- New Siberian Islands Lưu trữ ngày 23 tháng 12 năm 2010 tại Wayback Machine - aerial photographs of these islands.
- Location of Nanosnyy